# THE BOOM FINAL
『THE BOOM FINAL』は、2015年3月18日によしもとアール・アンド・シーから発売された日本のロックバンド・THE BOOMのライブ＆ドキュメンタリーDVD＆Blu-ray。

## 概要
- THE BOOM解散発表から日本武道館でのラストライブまでを追った貴重なライブ＆ドキュメンタリー映像を収録。メモリアルな1年となった2014年のTHE BOOMのすべてが詰まった作品。
- 予約限定のファンクラブ限定盤、予約限定のプレミアム盤、一般発売された初回限定盤、通常盤の4種がBlu-ray、DVDの合計8形態で発売された。

## 収録内容

### DISC1
- THE BOOM FINAL 20141217 at 日本武道館

ライブ以外の貴重なオフ・ステージ映像や大阪の映像も一部収録。Blu-rayは1枚だがDVDは2枚に分かれている。 

### DISC2
- THE BOOM TOUR 2014 DOCUMENTARY

ツアーのリハーサル、打合せ、楽屋やステージ裏、コンサート後の打上げ、メンバーへのインタビューなど貴重な映像に加え、解散に至る想いなどが満載のスペシャルドキュメンタリー。ここに収録しきれなかったドキュメントを収録した『THE BOOM TOUR 2014 ANOTHER SIDE OF DOCUMENTARY』が解散から1年後の2015年12月に単独発売(Blu-ray/DVD)されている。

### DISC3 ≪※初回限定盤、プレミアムBOX収録≫
- THE MOOBMENT CLUB TOUR 2014 25 PEACETIME BOOM at 渋谷公会堂

### DISC4 ≪※プレミアムBOX収録≫
- デビュー25周年記念イベント“MOOBMENT CLUB”～I'm a BOOMER at 渋谷公会堂

### DISC5 ≪※プレミアムBOX収録≫
- THE BOOM CONCERT TOUR 2013 “24” at ZEPP TOKYO
- 2014年に単独発売されていたライブDVD『THE BOOM CONCERT TOUR 2013 “24"』と同内容。Blu-rayでは発売されていなかったのでBlu-ray化は初となる。

### DISC6 ≪MOOBMENT CLUB限定仕様のみのスペシャル・コンテンツ≫
- eggman MOOBMENT CLUB限定ライブ映像（2013年5月21日）（DVD）
- 感謝状レプリカ（ムーブメントクラブ会員限定イベント時に読まれたもの）（2014年5月21日）